# Acido bromidrico
L'acido bromidrico ha formula chimica HBr e numero CAS 10035-10-6. 

È un gas incolore di odore pungente. Il prodotto è corrosivo e, se tenuto a contatto con la pelle provoca ustioni, distruggendo l'intero spessore del tessuto cutaneo, se inalato provoca irritazioni alle vie respiratorie e se portato a contatto con gli occhi provoca gravi lesioni oculari.
Viene normalmente venduto in soluzione acquosa al 48%.

## Preparazione
Il principale metodo di preparazione industriale dell'acido bromidrico è la sintesi diretta dagli elementi a elevata temperatura (200-400 °C), in presenza di catalizzatori a base di platino:
{\displaystyle {\ce {H2 + Br2 -> 2 HBr}}}
Un'altra via percorsa è la reazione di spostamento del bromuro di sodio con l'acido metafosforico:
{\displaystyle {\ce {NaBr + HPO3 -> NaPO3 + HBr}}}
Contrariamente a quanto avviene per gli acidi cloridrico e fluoridrico, non è conveniente usare l'acido solforico nella reazione di spostamento con l'alogenuro. L'acido bromidrico e i bromuri sono notevolmente meno stabili all'ossidazione rispetto a HCl, cloruri, HF e fluoruri, si avrebbe dunque un prodotto di scarsa purezza a causa della presenza di bromo (Br2).
In laboratorio l'acido bromidrico viene preparato riducendo il bromo con fosforo rosso in acqua oppure aggiungendo molto lentamente (per evitare la formazione di bromo) acido solforico a un suo sale (solitamente bromuro di potassio) con seguente distillazione.
{\displaystyle {\ce {2 P + 3 Br2 -> 2 PBr3}}}
{\displaystyle {\ce {2 PBr3 + 6 H2O -> 6 HBr + 2 H3PO3}}}
{\displaystyle {\ce {KBr + H2SO4 -> KHSO4 + HBr}}}